# Blauhemd (FDJ)

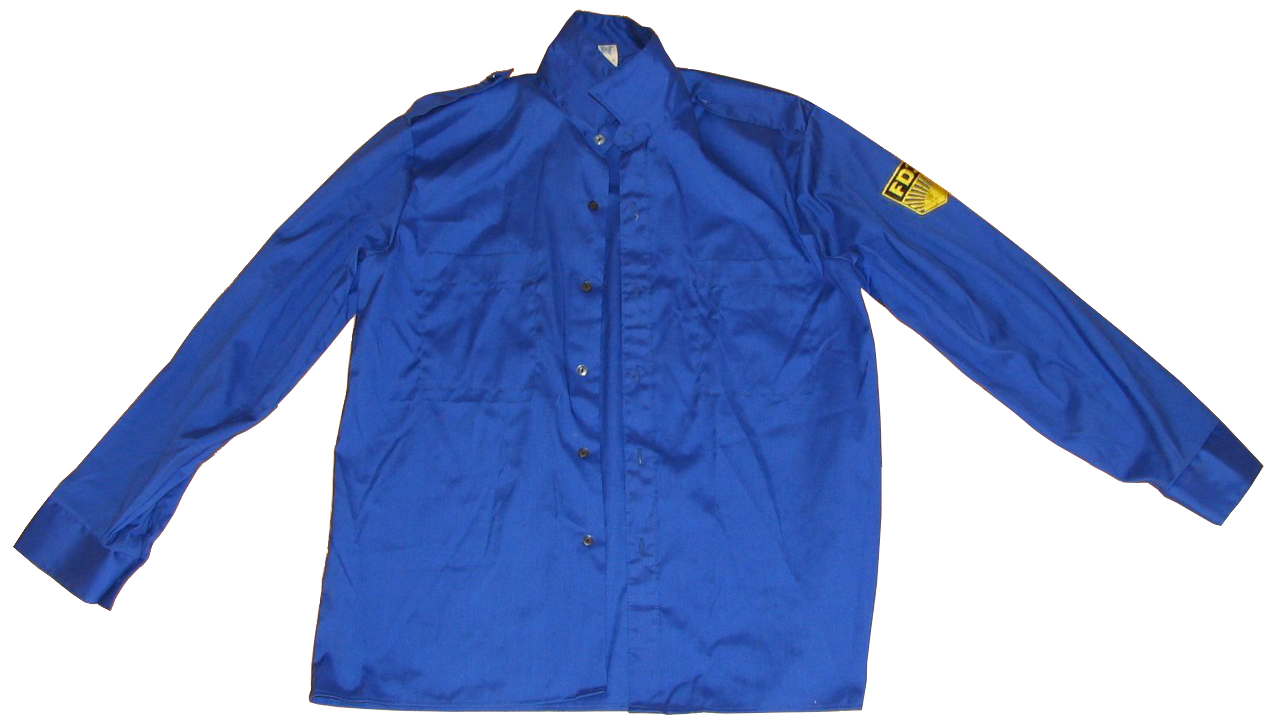
Blauhemd der FDJ

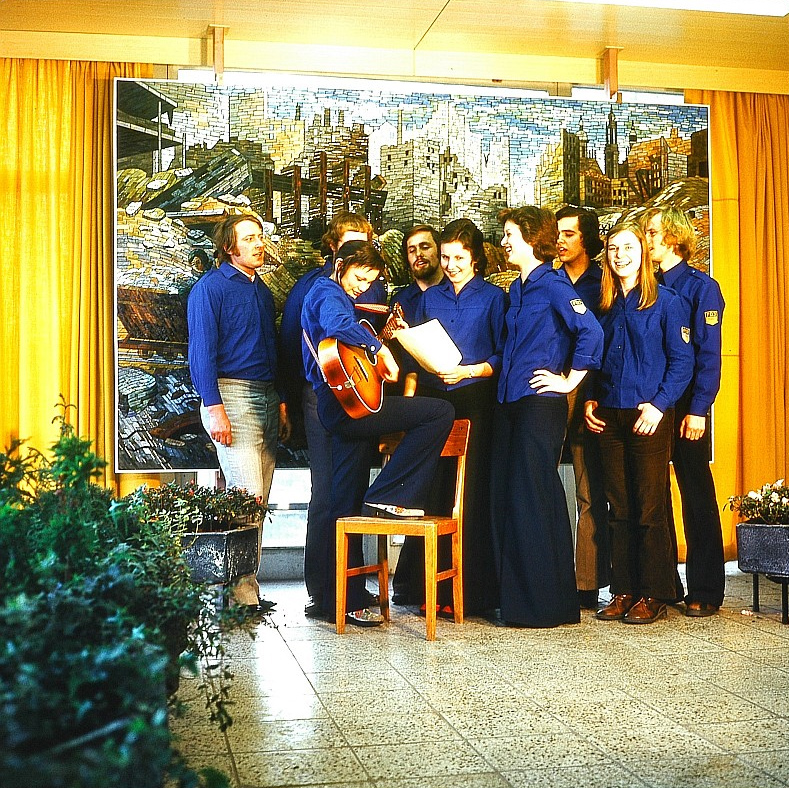
FDJ-Singegruppe in Blauhemden (1975)

Das Blauhemd (auch: FDJ-Hemd oder FDJ-Bluse) war seit 1948 die offizielle Organisationskleidung der DDR-Jugendorganisation Freie Deutsche Jugend (FDJ). Bei offiziellen Anlässen mussten FDJ-Mitglieder ihr Blauhemd tragen.

## Aussehen und Trageweise
Das FDJ-Hemd – für Mädchen eine FDJ-Bluse – war ein langärmliges Hemd in blauer Farbe mit Klappkragen, Schulterklappen und Brusttaschen. Auf dem linken Ärmel war das FDJ-Symbol der aufgehenden Sonne aufgenäht. Bis in die 1970er-Jahre gab es die Blauhemden nur aus Baumwolle, später wurde sie aus einem Baumwoll-Polyester-Gemisch gefertigt; daneben gab es eine preiswertere Variante aus Polyamidseide (DeDeRon). Das Aussehen und der Schnitt der Hemden unterschieden sich im Laufe der Jahre; so besaßen Damenblusen ab den 1950er Jahren bis 1973 keine Brusttaschen, teilweise auch keine Schulterklappen. Das Design änderte sich im Rhythmus von etwa fünf Jahren und ermöglicht daher eine gute Datierbarkeit der einzelnen Ausführungen.
Die Schulterklappen des Blauhemdes (bis etwa 1973 in aufknöpfbarer Form gestaltet) dienten im Gegensatz zu Schulterklappen an militärischen Uniformen nicht der Sichtbarmachung von Dienstgrad oder Einheitszugehörigkeit, sondern wurden maximal zum Durchstecken eines Baretts benutzt. Offizielle Funktionen in der FDJ, zum Beispiel FDJ-Sekretär einer Schul- oder Lehrlingsklasse, hatten keine Rangabzeichen und waren nicht am FDJ-Hemd ablesbar. Allerdings trugen die Angehörigen der FDJ-Ordnungsgruppen bei ihren Einsätzen offiziell das FDJ-Hemd zusammen mit einer roten Armbinde.
Zu bestimmten Ereignissen wurden ab den 1970er-Jahren offizielle Aufnäher und Anstecker herausgegeben, die am FDJ-Hemd getragen werden konnten. Eine festgelegte Trageweise gab es dabei nicht. Die Orden und Ehrenzeichen, die normale FDJ-Mitglieder bis zum Ende ihrer Mitgliedschaft im Alter von 19 bis 24 Jahren erhielten – gängigerweise das Abzeichen für gutes Wissen –, wurden normalerweise nicht getragen. Im Regelfall erreichten nur hauptberufliche FDJ-Mitglieder auf dem Weg in die Nomenklatura in höherem Alter Auszeichnungen, die auch getragen wurden.
Es gab auch Anoraks der FDJ für männliche und weibliche Angehörige, ebenfalls mit Schulterklappen und dem FDJ-Symbol auf dem Ärmel. Sie hatten verschiedene Farben.

## Geschichte

### Traditionslinien und Einführung (bis 1948)

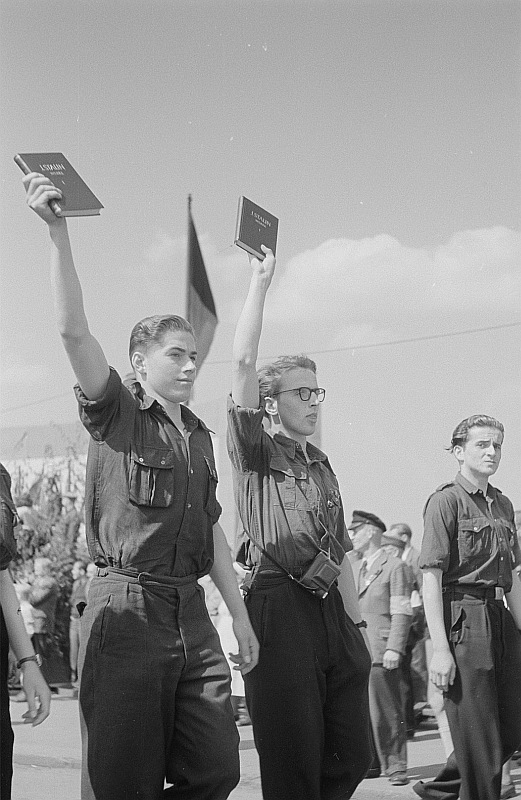
Zwei FDJler recken bei einer Maidemonstration Stalin-Bücher empor (1. Mai 1953, wenige Wochen nach Stalins Tod).

Zum Zeitpunkt der FDJ-Gründung 1946 gab es noch keine FDJ-Hemden. In der Gründungszeit sollte die FDJ alle jungen Menschen gewinnen, nicht nur junge Kommunisten. Dazu berief man sich neben den Traditionen des kommunistischen Jugendverbands KJVD offiziell auch auf Traditionslinien anderer Jugendverbände aus der Weimarer Republik, so auf die sozialdemokratische Sozialistische Arbeiter-Jugend (SAJ) und auf die eher christlich bzw. reformbürgerlich orientierten Pfadfinder und Wandervögel. FDJ-Mitgründerin (und damalige Ehefrau von Erich Honecker) Edith Baumann formulierte 1947 als Ziel der FDJ eine Kombination der „politischen Offenheit und jugendlichen Kampfbereitschaft, die von den Burschenschaften bis zu den kommunistischen Jugendverbänden überlebt hat, mit der Liebe zur Natur der Wandervögel und der christlichen Toleranz der konfessionsgebundenen Verbände“, um daraus eine vereinte freie Organisation für die gesamte deutsche Jugend zu schaffen.
Dementsprechend konstatieren sowohl Historiker als auch zeitgenössische Beobachter eine gewisse Kontinuität der FDJ-Traditionslinien mit diesen Jugendverbänden und -bewegungen aus der Weimarer Republik: das FDJ-Hemd sei dem Blauhemd der SAJ nachempfunden, das Wandern und der Gesang stamme vom Wandervogel, die Pfingsttreffen von der Bündischen Jugend und der Jugend-Arbeiterbewegung, die Heimabende von der Bündischen Jugend und der HJ. Doch waren diese Reminiszenzen im Wesentlichen Kosmetik: das wahre Vorbild für Pioniere und FDJ waren die sowjetischen Pioniere und Komsomolzen.
Erstmals wurden die neuen FDJ-Hemden am 28. Oktober 1948 in der Öffentlichkeit gezeigt, als anlässlich einer Feier zum 30. Jahrestag des sowjetischen Komsomol die sächsische Delegation im Blauhemd auftrat. In der zeitgenössischen SBZ-Presse wurde diese Neuigkeit jedoch nicht erwähnt. Nach offiziellen DDR-Angaben aus späterer Zeit stammte die Idee der einheitlichen FDJ-Kleidung vom ersten FDJ-Vorsitzenden Erich Honecker und sollte „das Zusammengehörigkeitsgefühl der jungen Menschen […] entwickeln und ihr kämpferisches Bewusstsein […] fördern“. Der direkte Bezug auf das Blauhemd der sozialdemokratischen SAJ wurde in der DDR nicht erwähnt; die SPD, mit der sich die KPD 1946 (zwangs-)vereinigt hatte, wurde 1948 und später in Ostdeutschland verfolgt.

### In der DDR (1949–1989)

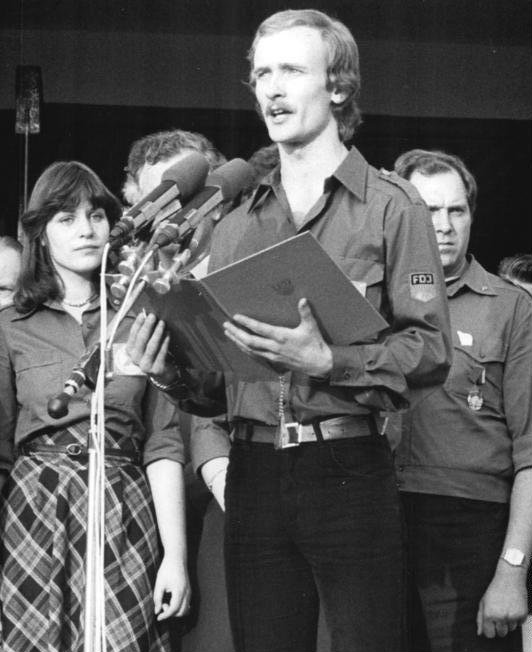
Der FDJler rechts im Hintergrund trägt auf seiner linken Brusttasche den Orden Banner der Arbeit und am Hemdkragen das SED-Parteiabzeichen (1981).

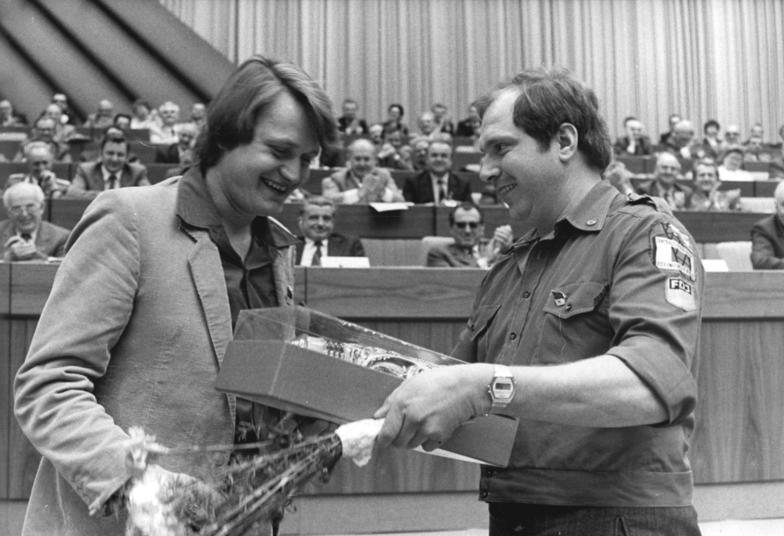
Derselbe FDJler wie im Bild darüber (ein Brigadier im VEB Tiefbaukombinat Berlin). Zu erkennen ist ein Aufnäher über dem FDJ-Emblem und Blouson-Bund (1981).

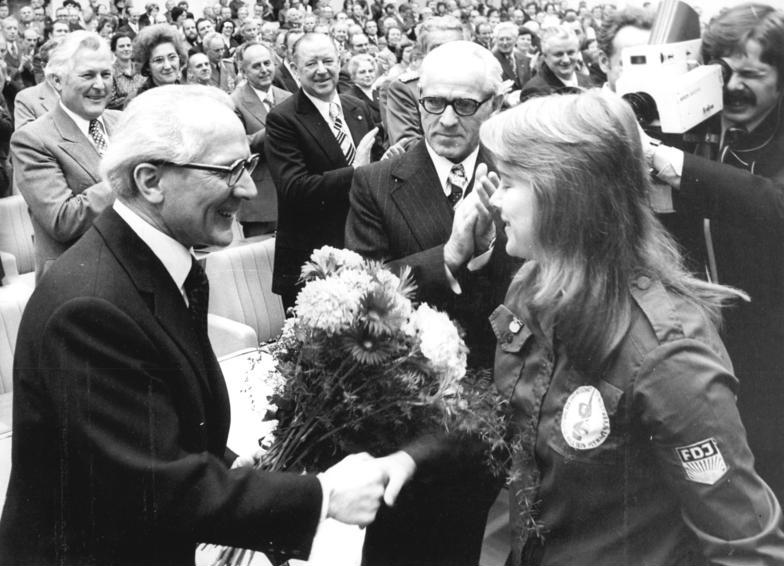
FDJlerin im Blauhemd mit Aufnäher (linke Brusttasche) und Anstecker (rechte Brusttasche) übergibt Blumen an Honecker (1976).

FDJ-Mitglieder waren bei bestimmten Anlässen verpflichtet, das FDJ-Hemd zu tragen, zum Beispiel bei Demonstrationen zum 1. Mai oder zum 7. Oktober, bei „Fahnenappellen“ oder zur Zeugnisübergabe am letzten Schultag vor den Sommerferien.
FDJ-Hemden wurden unter anderem im VEB Eichsfelder Bekleidungswerke Heiligenstadt und im VEB Pirnetta (Pirna) hergestellt und konnten zu subventionierten Preisen über den Textilhandel („Sparte Organisationsbedarf“) erworben werden. Der Eintritt in die FDJ erfolgte normalerweise im Alter von 14 Jahren, in einer feierlichen Zeremonie wurde dabei oft das FDJ-Hemd übergeben. Manchmal fand die Übergabe auch im Rahmen der Jugendweihe statt.
War in den Anfangsjahren der DDR der Beitritt zur FDJ noch oft freiwillige Entscheidung, so wurde die FDJ-Zugehörigkeit spätestens ab Ende der 1960er-Jahre praktisch zur Pflicht, zumindest wenn man eine Bildungskarriere anstrebte. Entsprechend wandelte sich die Bedeutung des Symbols Blauhemd. Als Ausweis einer gemeinsamen Gesinnung und des freiwilligen Einsatzes für eine Sache war das Blauhemd bei FDJ-Einsätzen in der frühen DDR-Zeit teilweise Arbeitskleidung (zum Beispiel „Max braucht Wasser“) oder Kampfkleidung (z. B. „Aktion Ochsenkopf“).
Zu Pfingsten 1950 organisierte die SED-Führung mit intensiver Propagandabegleitung das Deutschlandtreffen der Jugend in Ost-Berlin, bei dem mehr als 500.000 Jugendliche aus der ganzen DDR nach Berlin gebracht wurden, wo im FDJ-Hemd demonstriert und marschiert wurde. Der ursprünglich aggressive Gestus wurde zwar in der Vorbereitung abgemildert, aus der Parole „FDJ stürmt Berlin“ wurde „FDJ grüßt Berlin“, jedoch nahmen die Alliierten die Veranstaltung als Bedrohung des Status Berlins wahr. Das LIFE-Magazine verglich den FDJ-Aufmarsch zum Pfingsttreffen in einer Fotostrecke mit den Märschen der Hitlerjugend, und stellte trotz der Unterschiede – die „HJ sei straffer und einheitlicher uniformiert als die FDJ, und die Roten trügen blaue statt brauner Hemden, und brüllten Freundschaft statt Sieg Heil“ – Ähnlichkeiten fest.
Nach dem Mauerbau im August 1961 gab es unter den FDJ-Mitgliedern einen wachsenden Widerstand gegen die Mobilisierung zu immer mehr Mitgliederversammlungen, Demonstrationen, Kampfeinsätzen und „freiwilligen“ Meldungen zur NVA. Dieser Widerstand manifestierte sich unter anderem in der Verweigerung des immer wieder geforderten öffentlichen Tragens des Blauhemdes als dem „sichtbaren Symbol der Loyalität zum SED-Regime“. Als Begründung für das Nichttragen wurden von FDJ-Mitgliedern bei Aussprachen modische wie hygienische Einwände vorgebracht, so sei das Blauhemd nicht mehr modern und man könne es bei Sommerhitze nicht wiederholt anziehen. Auch sei durch das ständige Blauhemd-Tragen das Ansehen bei Freunden und Kollegen in Gefahr.
Bei den Weltfestspielen 1973, die die Parteiführung um Honecker zur Zurschaustellung einer oberflächlichen Liberalisierung nutzte, konnte das FDJ-Hemd mit Jeans und Buttons auch westlicher Herkunft getragen werden, was noch wenige Jahre vorher zu Aussprachen oder offiziellen Rügen geführt hätte.
In den 1980er-Jahren, besonders im Zuge der wirtschaftlichen Stagnation und der Verweigerung von Glasnost und Perestroika durch die Parteiführung, setzte eine Desillusionierung ein. Als Zeichen der Konformität oder einfach als unmodisch oder „uncool“ war das regelmäßige Tragen des FDJ-Hemdes besonders bei vielen älteren FDJ-Mitgliedern unbeliebt und wurde wenn möglich umgangen. Ein gängiger Minimalkompromiss anstelle des verlangten ganztägigen Tragens war das Mitführen des FDJ-Hemdes zum Ort des offiziellen Anlasses, um es erst dort für die Zeremonie anzuziehen und danach schnellstmöglich wieder abzulegen. Auch wurden Pullover über dem FDJ-Hemd getragen, zum offiziellen Anlass konnte der blaue Kragen über dem Kopfausschnitt gezeigt werden.
Das letzte öffentliche Großereignis mit Blauhemden war der Fackelzug der FDJ zum 40. Jahrestag der DDR in Berlin am Freitag, dem 6. Oktober 1989.

### In Westdeutschland (1948–1989)
Im Zusammenhang mit einer von der FDJ in Westdeutschland vorbereiteten Volksbefragung gegen Adenauers Wiederbewaffnung, die per Erlass von der Bundesregierung am 24. April 1951 als verfassungswidrig verboten wurde, erließ das Land Nordrhein-Westfalen noch am selben Tag ein Verbot der westdeutschen FDJ. Am 26. Juni 1951 folgte das vollständige Verbot der FDJ in der gesamten Bundesrepublik. Damit fiel nach dem führenden StGB-Kommentar von Tröndle/Fischer „die Verwendung des sog. FDJ-Hemdes mit Abzeichen, also des Uniformhemdes der in Westdeutschland verbotenen ‚Freien Deutschen Jugend‘“ – das im Aussehen dem in der DDR glich – unter das Verbot des Verwendens von Kennzeichen verfassungswidriger Organisationen nach § 86a StGB, und sein öffentliches Tragen konnte und kann mit Freiheitsstrafe oder mit Geldstrafe bestraft werden.
Auch nach der Deutschen Wiedervereinigung besteht dieses Verbot bis heute weiter. Nach Ansicht des Innenministeriums bezieht es sich jedoch ausschließlich auf die damalige eigenständige FDJ in Westdeutschland.

### Wendezeit und wiedervereinigtes Deutschland (seit 1990)
Im Zuge der friedlichen Revolution und dem Ende der DDR löste sich die FDJ praktisch auf: von mehr als zwei Millionen Mitgliedern vor 1989 auf wenige hundert Mitglieder nach 1990. Das FDJ-Hemd war in der Öffentlichkeit erst wieder im Zuge der Ostalgiewelle sichtbar, so machte Katarina Witt 2003 im Blauhemd Reklame für die von ihr moderierte RTL-Sendung „Die DDR-Show“, was zu einer Debatte über verharmlosende Tendenzen der Ostalgie führte; unter anderem forderte der CDU-Politiker Günter Nooke rechtliche Schritte gegen das Zeigen von DDR-Symbolen in den Ostalgieshows. Witt hatte in den 1980er Jahren mehrmals im Blauhemd Ansprachen im Volkskammer-Plenarsaal im Palast der Republik gehalten, davon einmal 1985 beim XII. Parlament der FDJ.
1998 wies der Generalstaatsanwalt des Freistaats Sachsen das sächsische Landeskriminalamt an, dass in jedem Fall der öffentlichen Verwendung des FDJ-Symbols polizeiliche Ermittlungen durchzuführen sind, wobei der Grundsatz der Verhältnismäßigkeit zu wahren sei. Die Kennzeichen der 1951 verbotenen FDJ in Westdeutschland und der DDR-FDJ seien zum Verwechseln ähnlich, und das Verbot der FDJ in Westdeutschland gelte weiter. 2010 wurde in Leipzig gegen sechs Teilnehmer eines Ostermarsches, die FDJ-Hemden trugen, ein Ermittlungsverfahren wegen Verwendens von Kennzeichen verfassungswidriger Organisationen eingeleitet. Alle Ermittlungsverfahren wurden angesichts der als gering anzusehenden Schuld und eines nicht gegebenen öffentlichen Interesses an der Verfolgung eingestellt.